# Becherglocke
Die Becherglocke (Adenophora liliifolia), auch Wohlriechende Schellenblume, Lilienblättrige Becherglocke, Wohlriechende Becherglocke, Drüsenglocke, Schellenblume oder Pendelglöckchen genannt, ist eine Pflanzenart aus der Gattung Adenophora innerhalb der Familie der Glockenblumengewächse (Campanulaceae).

## Beschreibung

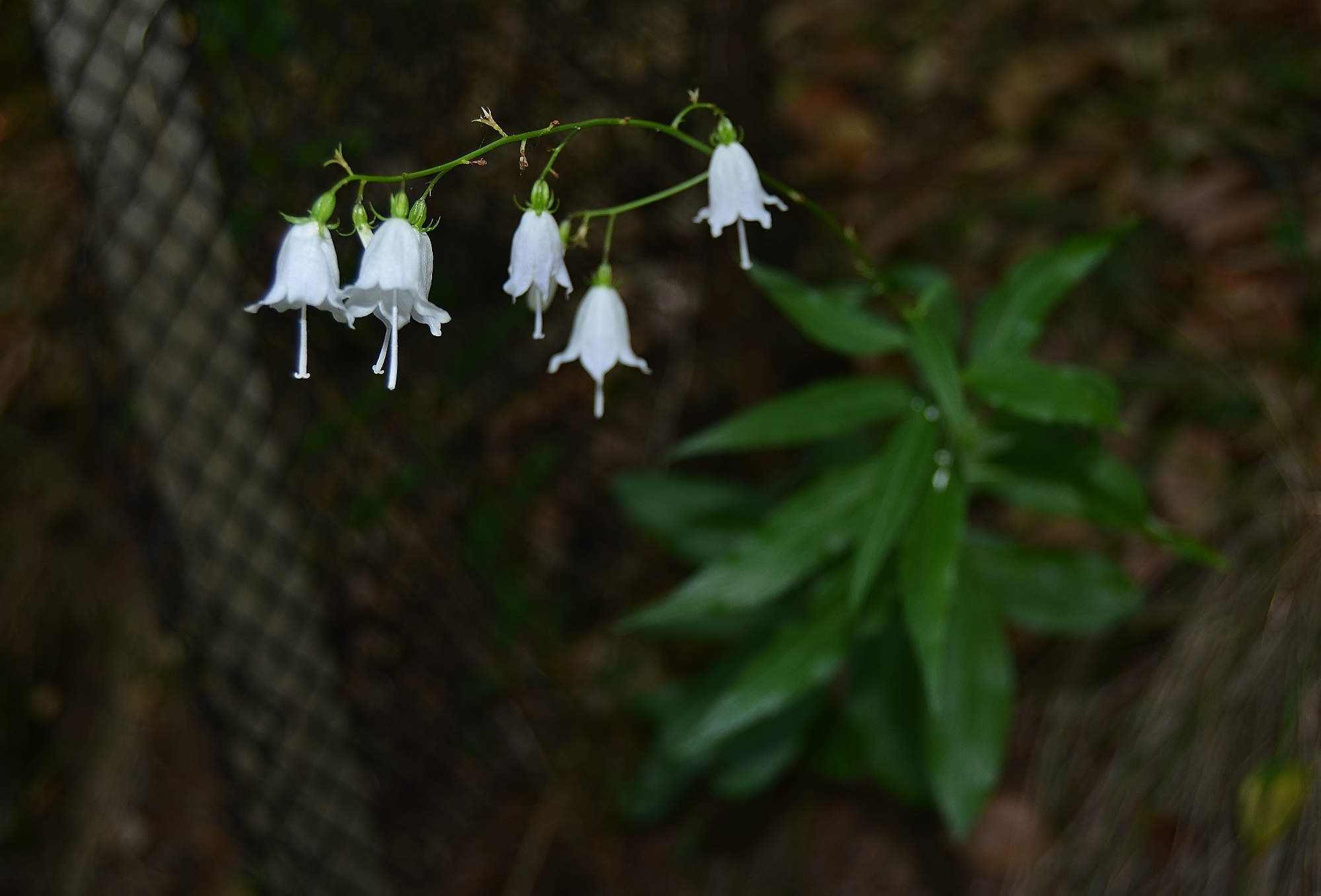
Habitus und Blütenstand

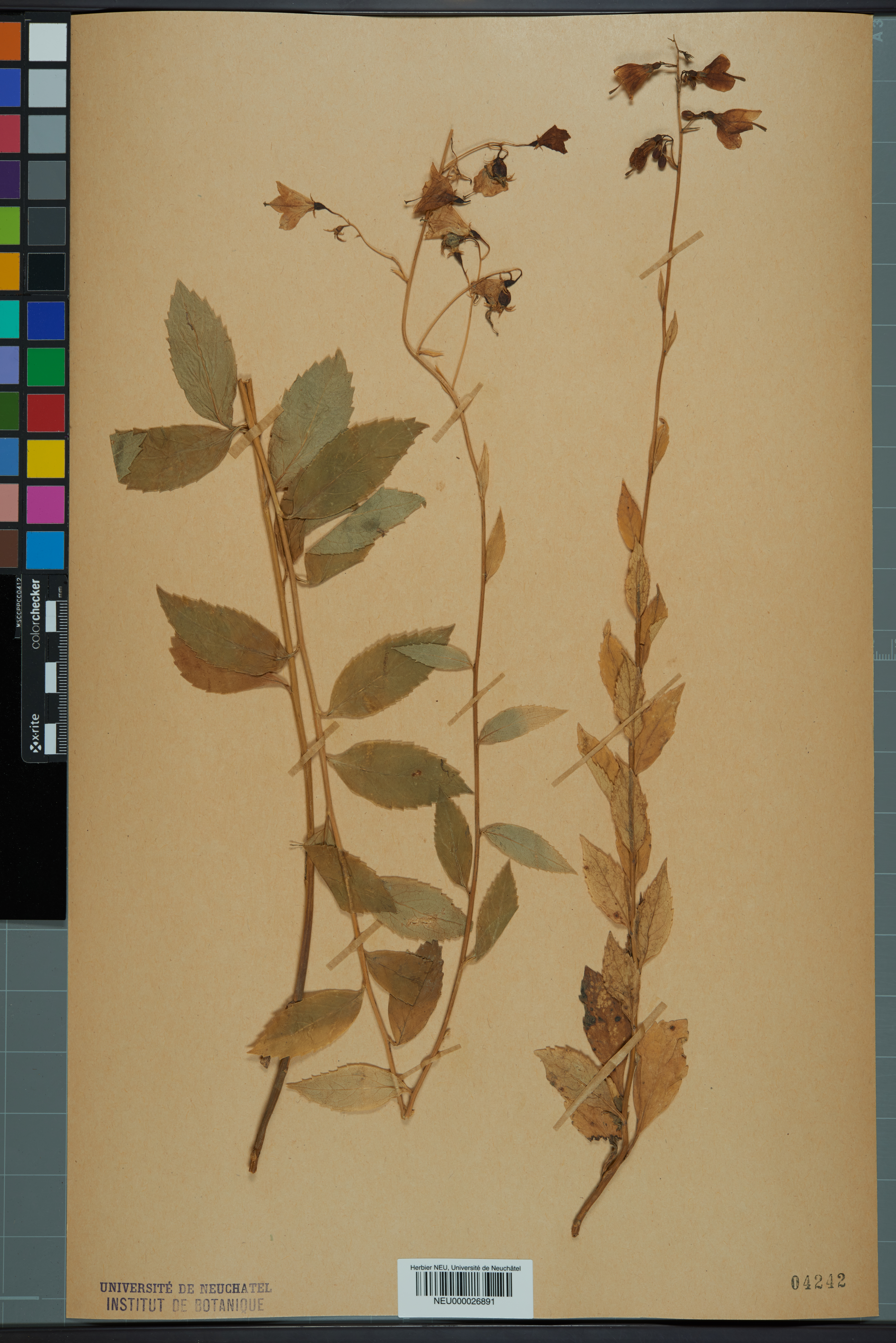
Herbarbeleg

### Vegetative Merkmale
Die Becherglocke wirkt wie eine hochgewachsene und vielblütige Glockenblume (Campanula). Die krautige, ausdauernde Pflanze erreicht Wuchshöhen von 30 bis 150, ausnahmsweise über 200 Zentimetern. Aus einer Pfahlwurzel entwickelt sie mehrere dicht beblätterte Sprosse. Die untersten Stängelblätter sind verkehrt-eiförmig oder elliptisch und in den kurzen Stiel verschmälert. Zur Blütezeit sind sie meist abgestorben. Die übrigen gezähnten, gesägten oder ganzrandigen Blätter haben eine lanzettliche bis oval-lanzettliche, selten fast eiförmige Gestalt. Sie sind kahl und netzadrig, etwas glänzend und unterseits heller. Die unteren Blätter sind kurz gestielt, die oberen sitzend.

### Generative Merkmale
Zehn bis vierzig, ausnahmsweise bis über hundert Blüten stehen in einem endständigen, einfachen oder verzweigten, traubigen Blütenstand zusammen. Die Blüten sind kurz gestielt und nickend. Die zwittrigen, wohlriechenden Blüten sind fünfzählig mit doppelter Blütenhülle. Die fünf lanzettlichen Kelchzipfel stehen ab. Die blassblaue Krone ist 12 bis 20 Millimeter lang, glocken- oder trichterförmig, mit fünf breiten Zipfeln und mit weit aus der Glocke herausragendem und am Grunde von einem charakteristischen becherförmigen Drüsenring umgebenen stielförmigem Griffel. 
Die  Chromosomenzahl beträgt 2n = 34.

## Ökologie
Die Becherglocke blüht von Juli bis September. Besonders gegen Abend verbreitet sie einen angenehmen Geruch. Die Bestäubung erfolgt durch Hummeln, Wildbienen und Schwebfliegen. Wegen der nickenden Blütenstellung fallen die Samen nicht von selbst heraus, sondern müssen zum Beispiel durch den Wind erst herausgeschüttelt werden (Windstreuausbreitung).

## Vorkommen
Die Becherglocke besiedelt nicht durchgehend in Eurasien einen von Ost nach West gerichteten Landstreifen von rund 5000 Kilometern Länge. Die westlichsten Fundplätze liegen in den Südalpen, die östlichsten im Altai. Das Hauptareal befindet sich in Russland zwischen der Ukraine und Westsibirien. In Mittel- und Südosteuropa kommt die Becherglocke nur sehr zerstreut an wenigen Stellen unter anderem in Polen, an der Donau bis Wien (Waldviertel, Weinviertel, Wiener Becken), in Tschechien beispielsweise bei Karlstejn, vom Slowakischen Erzgebirge bis nach Siebenbürgen, in Serbien und am italienischen Südalpenrand zwischen Piemont und Friaul vor. In der Schweiz konnten zwei Populationen am Monte San Giorgio oberhalb Meride nachgewiesen werden. Die Becherglocke ist eine Waldsteppenpflanze.
In Mitteleuropa wächst Adenophora liliifolia auf sommerwarmen, wechselfeuchten, nährstoff- und basenreichen, sandigen Lehm- und Tonböden. In Mitteleuropa bewohnt sie Wald- und Gebüschsäume, Waldlichtungen, Feuchtwiesen und Grashalden. Häufig ist sie mit dem Rohr-Pfeifengras vergesellschaftet. Sie ist in Mitteleuropa eine Charakterart des Verbandes Molinion, kommt aber auch in wechseltrockenen Gesellschaften des Verbands Alno-Ulmion oder der Ordnung Quercetalia pubescentis vor.

### Die Vorkommen in Deutschland
In Deutschland tritt Adenophora liliifolia nur in und am Rand von Eichen-Ulmen-Auwäldern an der unteren Isar auf, und zwar bei Landau an der Isar und an der Isarmündung. Letzteres Vorkommen wurde erstmals 1854 von Otto Sendtner erwähnt, das Vorkommen bei Landau erstmals im Jahr 1950 von dem Botaniker Josef Ludwig Lutz. Die Exemplare des deutschen Bestandes zeichnen sich durch hohes Längenwachstum (bis im Extremfall 226 cm) und Vielblütigkeit aus. Im Teilgebiet der Isarmündung wurden 1982 noch 152 Einzelpflanzen registriert, 1988 noch 47 und 1989 nur noch 14. Nicht zuletzt aus diesem Grund wurde 1990 das 808 ha große Naturschutzgebiet „Isarmündung“ ausgewiesen. Im selben Jahr lief das Bundesprogramm zur „Errichtung und Sicherung schutzwürdiger Teile von Natur und Landschaft mit gesamtstaatlich repräsentativer Bedeutung“ an. 

### Gefährdung
In der Roten Liste der gefährdeten Pflanzenarten Deutschlands wird 1996 die Adenophora liliifolia in der Kategorie 1: „vom Aussterben bedroht“ geführt und ist nach der Bundesartenschutzverordnung streng bzw. besonders geschützt. In Österreich hat sie denselben Schutzstatus. In der Schweiz gilt sie als stark gefährdet.

## Taxonomie
Die Erstveröffentlichung erfolgte 1753 unter dem Namen (Basionym) Campanula liliifolia durch Carl von Linné. Die Neukombination zu Adenophora liliifolia (L.) A.DC. wurde 1830 durch Alphonse Pyrame de Candolle veröffentlicht. Das Artepitheton liliifolia bedeutet lilienblättrig und bezieht sich ausnahmsweise nicht auf die Form der Blätter, welche gar nicht lilienähnlich ist, sondern auf ihre Verteilung am Stängel; hier zeigt sich eine Ähnlichkeit mit den Lilien beispielsweise etwa mit der Türkenbund-Lilie (Lilium martagon).